# Comté de Dowerin
Le Comté de Dowerin est une zone d'administration locale au sud-est de l'Australie-Occidentale en Australie. Le comté est situé à environ 160 kilomètres au nord-est de Perth, la capitale de l'État.
Le centre administratif du comté est la ville de Dowerin.
Le comté est divisé en un certain nombre de localités:
- Dowerin
- Amery
- Ejanding
- Koomberkine
- Manmanning

Le comté a 8 conseillers locaux et est divisé en 3 circonscriptions.